# Wybrzeże Wraków

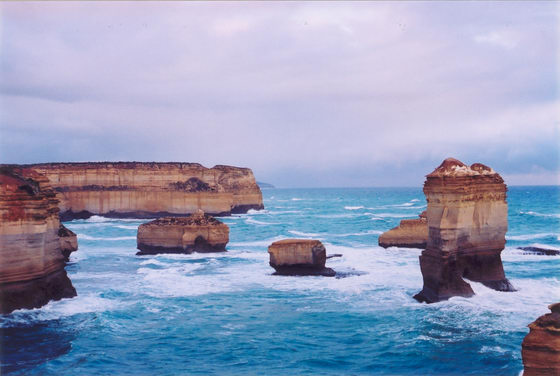

Wybrzeże Wraków – odcinek wybrzeża Australii w stanie Wiktoria ok. 120 km od Przylądka Otway w kierunku miejscowości Port Fairy w Cieśninie Bassa. 
Przydomek ten powstał w wyniku ponad 80 większych katastrof morskich. Najsłynniejszym z wraków jest słynny Loch Ard, kliper o stalowym kadłubie, który wpadł na rafę przybrzeżnej wyspy w 1878 roku i zatonął w odległości 120 m od brzegu. Z 54 pasażerów na pokładzie statku ocalało tylko dwoje: Tom Pearce oraz Eva Carmichael.